# Покрајина Замора
Покрајина Замора (шп. Provincia de Zamora) је покрајина Шпаније у аутономној заједници Кастиља и Леон. Главни град је Замора.